# Saint-Baldoph
Saint-Baldoph é uma comuna francesa na região administrativa de Auvérnia-Ródano-Alpes, no departamento de Saboia. Estende-se por uma área de 6,24 km². Em 2010 a comuna tinha 2 869 habitantes (densidade: 459,8 hab./km²).